# Distrito de Amantaní

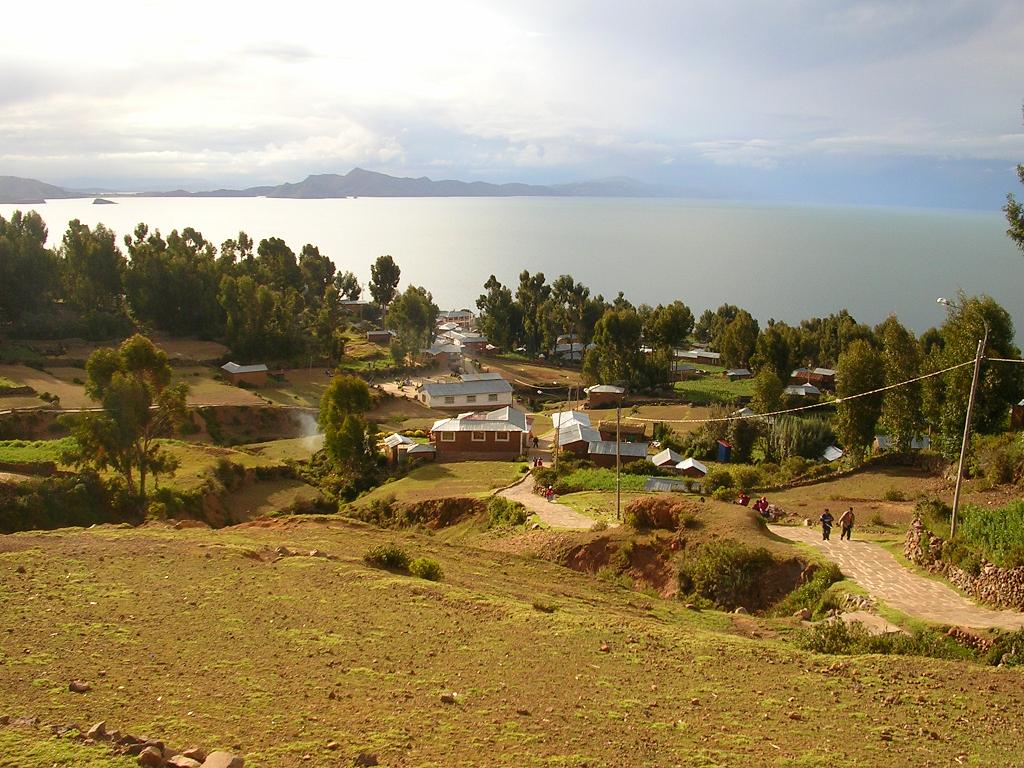
Isla de Amantaní.

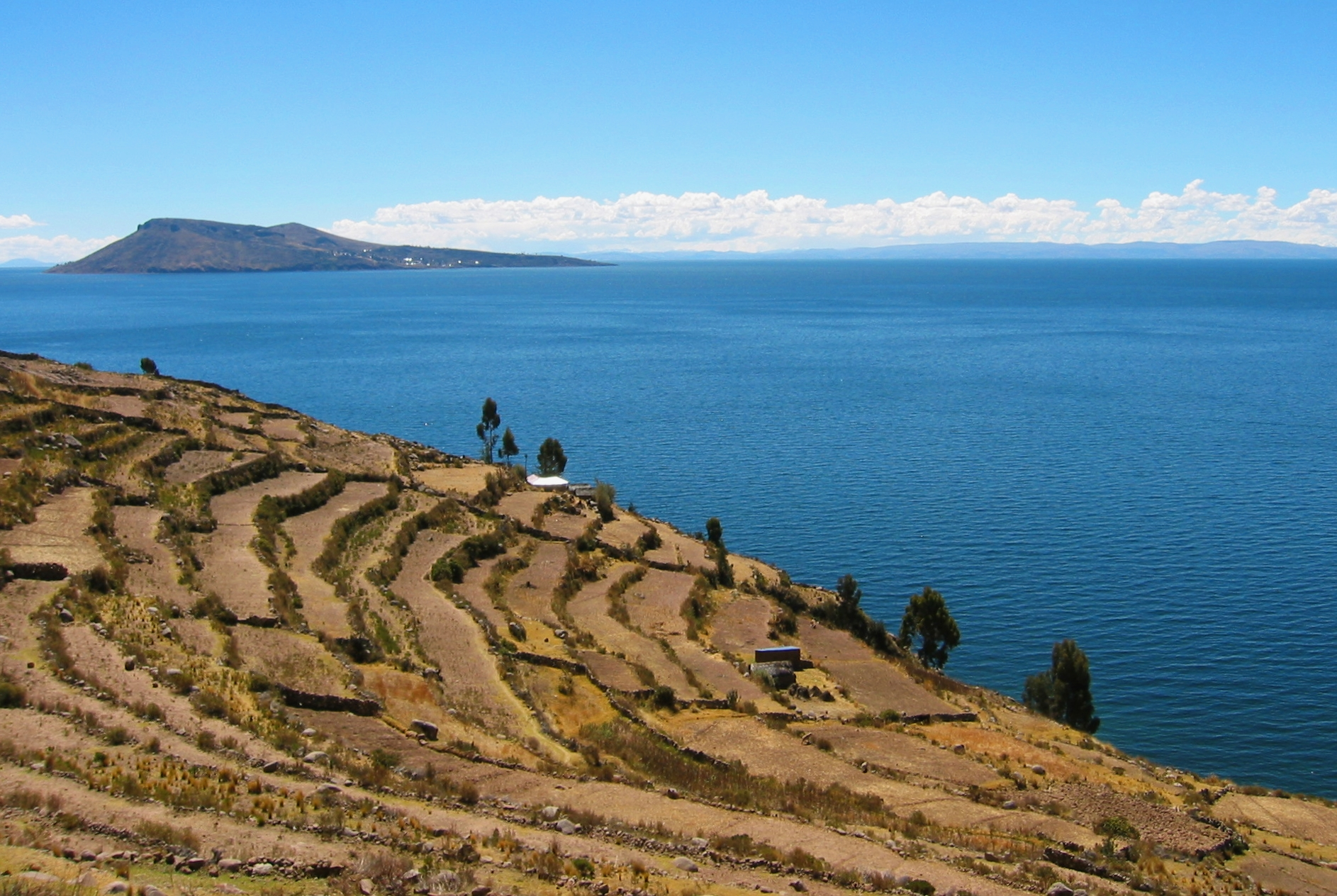

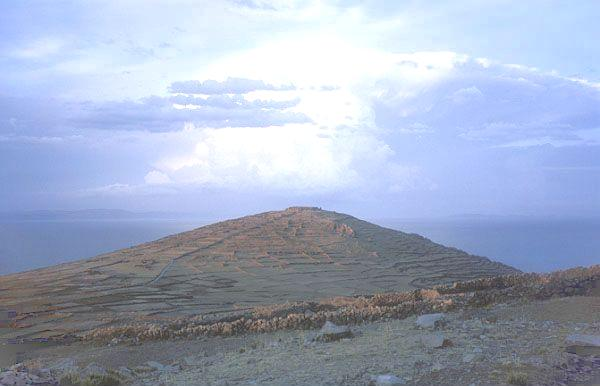
Cerro Pachatata.

El distrito de Amantaní es uno de los quince que conforman la provincia de Puno ubicada en el departamento de Puno en el sur del Perú.  Su territorio es insular y comprende la isla de Amantaní y la isla de Taquile, ambas en el lago Titicaca.
Desde el punto de vista jerárquico de la Iglesia católica forma parte de la Diócesis de Puno en la Arquidiócesis de Arequipa.

## Ubicación geográfica
Ubicado en el altiplano a una altitud de 3 817 msm sobre el nivel del mar, a orillas del Lago Titicaca.

## Historia
El distrito fue creado mediante Ley N.º 15489 del 9 de abril de 1965, en el primer gobierno de Fernando Belaúnde.

## División administrativa
COMUNIDADES
- Pueblo, Santa Rosa, Lampayuni, Sancayuni, Occosuyo, Incatiana, Qullqikachi, Villa Orinojón, Alto Sancayuni.

## Hitos urbanos
Destaca su centenaria Plaza de Armas, su hermoso templo colonial y sus pintorescas calles empedradas.

## Autoridades

### Municipales
- 2015 - 2018[3]
  - Alcalde: Teófilo Yucra Quispe, de Poder Andino.
  - Regidores:

  1. Simón Quispe Mamani (Poder Andino)
  2. Roberto Mamani Pacompia (Poder Andino)
  3. Isaías Juli Yanarico (Poder Andino)
  4. Analin Calsin Cari (Poder Andino)
  5. Julián Mamani Juli (Democracia Directa)

## Turismo

### Servicios turísticos
Hospedaje
Restaurante
Guiado por los principales circuitos de Amantani

## Festividades
- Febrero: Fiesta de la Candelaria
- Marzo: carnavales
- Abril: Aniversario de Distrito Amantani